# Ouzouer-sur-Trézée
Ouzouer-sur-Trézée è un comune francese di 1 332 abitanti situato nel dipartimento del Loiret nella regione del Centro-Valle della Loira.
Per trent'anni (1966-1996) ha avuto come Sindaco il conte Robert De La Rouchefoucauld, pluridecorato protagonista della Resistenza francese. 

## Società

### Evoluzione demografica
Abitanti censiti